# Christian Claus
Christian Claus (Grebenstein, RFA, 2 de mayo de 1960) es un deportista austríaco que compitió en vela en la clase Tornado.
Ganó dos medallas en el Campeonato Europeo de Tornado, oro en 1987 y bronce en 1988. Participó en los Juegos Olímpicos de Seúl 1988, ocupando el cuarto lugar en la clase Tornado.

## Palmarés internacional
| \| Campeonato Europeo \| Campeonato Europeo \| Campeonato Europeo \| Campeonato Europeo \| \| Año \| Lugar \| Medalla \| Clase \| \| ------------------ \| ---------------------- \| ------------------ \| ------------------ \| \| 1987 \| Abersoch (Reino Unido) \| Medalla de oro \| Tornado \| \| 1988 \| Laredo (España) \| Medalla de bronce \| Tornado \| |                        |                   |         |
| Campeonato Europeo |                        |                   |         |
| Año | Lugar                  | Medalla           | Clase   |
| 1987 | Abersoch (Reino Unido) | Medalla de oro    | Tornado |
| 1988 | Laredo (España)        | Medalla de bronce | Tornado |